# Iglesia del Bajo Belén (Tiflis)
La Iglesia del Bajo Bethlemi (en georgiano: ქვემო ბეთლემის ეკლესია) también conocida como Iglesia de San Esteban de las Santas Vírgenes en  armenio Կուսանաց Սուրբ Ստեփանոս վանք o Koosanats Sourb Stepanos Vank ) - es una iglesia del siglo XIV-XIX situada a los pies de la  fortaleza de Narikala en la vieja Tiflis, Georgia. Fue reconstruida entre 1868 y 1870  y funcionó como iglesia armenia. En 1988 fue cedida a la ortodoxa georgiana y su identidad armenia fue "georgianizada" en 1991. 

## Apropiación georgiana
Entre 1989 y 1995, la iglesia fue sometida a un duro proceso de "georganización", durante el cual se destruyó o eliminó todo indicio de iconografía religiosa armenia y se sustituyó por otra georgiana.
Las alteraciones para eliminar las características armenias originales de la iglesia incluyeron:
- la destrucción del portal de la planta baja y del mausoleo de la Madre Superiora Peprone en 1990
- la retirada de las rejas de hierro de las ventanas y su recubrimiento con ladrillos en 1995
- la retirada de los altorrelieves armenios que rodeaban el tambor de la iglesia entre 1991 y 1993
- la destrucción de la parte superior del frontón occidental de la iglesia (volado el 9 de febrero de 1990)
- la destrucción del "khachkal" armenio de mármol en el centro del ábside en 1990
- la retirada de una cruz de mármol, una piedra de altar y otros fragmentos para su custodia en la Iglesia de San Jorge en 1990
- el derribo del altar mayor y del khachkal (1990-1991)
- la destrucción de la pila bautismal que se encontraba en el muro norte
- la retirada de la pila de mármol (1870) y su custodia en San Gevorg
- la destrucción de la inscripción en armenio en el interior del tambor que relata las reparaciones del tejado de la cúpula
- la eliminación de la inscripción armenia de 1870 que relata la erección de la columna con los medios de la diaconisa Hripsime Begtabeguiantz (eliminada en 1991)
- la retirada de una inscripción de mármol (1870) que relata la actividad constructora de la diaconisa Katarine Yerkainabazouk-Arghoutiantz (retirada en 1990)
- la retirada de la losa de inscripción de mármol que relata la actividad de construcción del matrimonio Ourdoubekiantz (desaparecida en 1990)
- la retirada de la losa de inscripción de mármol que relata la construcción del piso superior de la iglesia
- la eliminación de la inscripción que especifica que la escalera de caracol metálica que conduce al piso superior se construyó en 1885 por iniciativa y medios de la archidiaconisa Evpimia Behboutiantz
- la eliminación de otras inscripciones lapidarias armenias durante la supresión de las características armenias de la iglesia entre 1990-1991
- la eliminación y destrucción de la inscripción conmemorativa tallada en una losa de mármol en la pared de la bóveda funeraria de la Madre-Superiora Heprosime Abamelikian bajo el portal frente a la entrada norte de la iglesia (el mausoleo también fue destruido) en 1990
- En junio de 1995 se colocó una pintura al estilo de un fresco georgiano en el tímpano de la entrada norte modificada.

## Galería

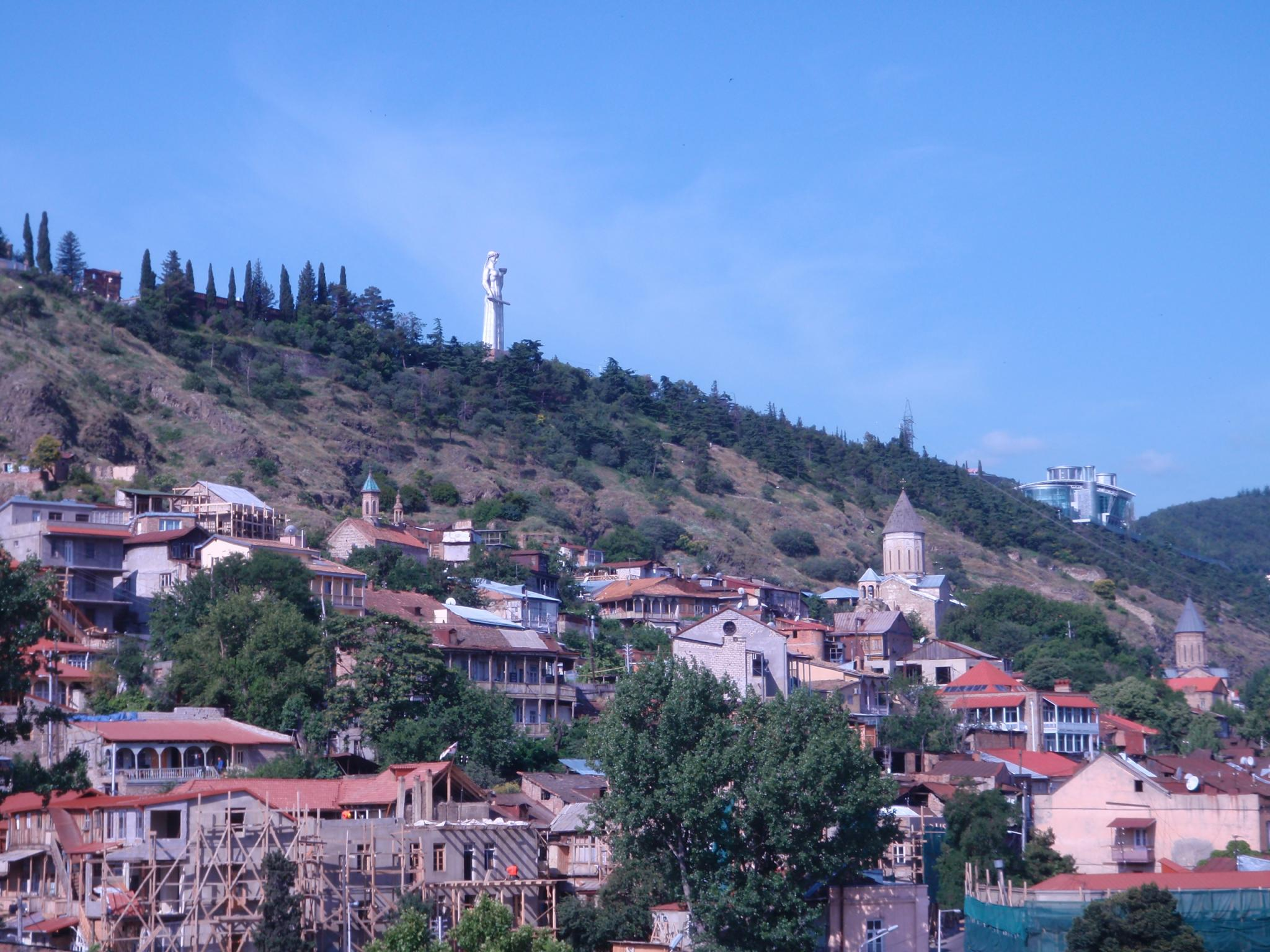
Vista de San Esteban (extremo derecho) y otras dos iglesias armenias en el casco antiguo de Tiflis: Santa Madre de Dios de Belén (centro) e San Jorge (extremo izquierdo).
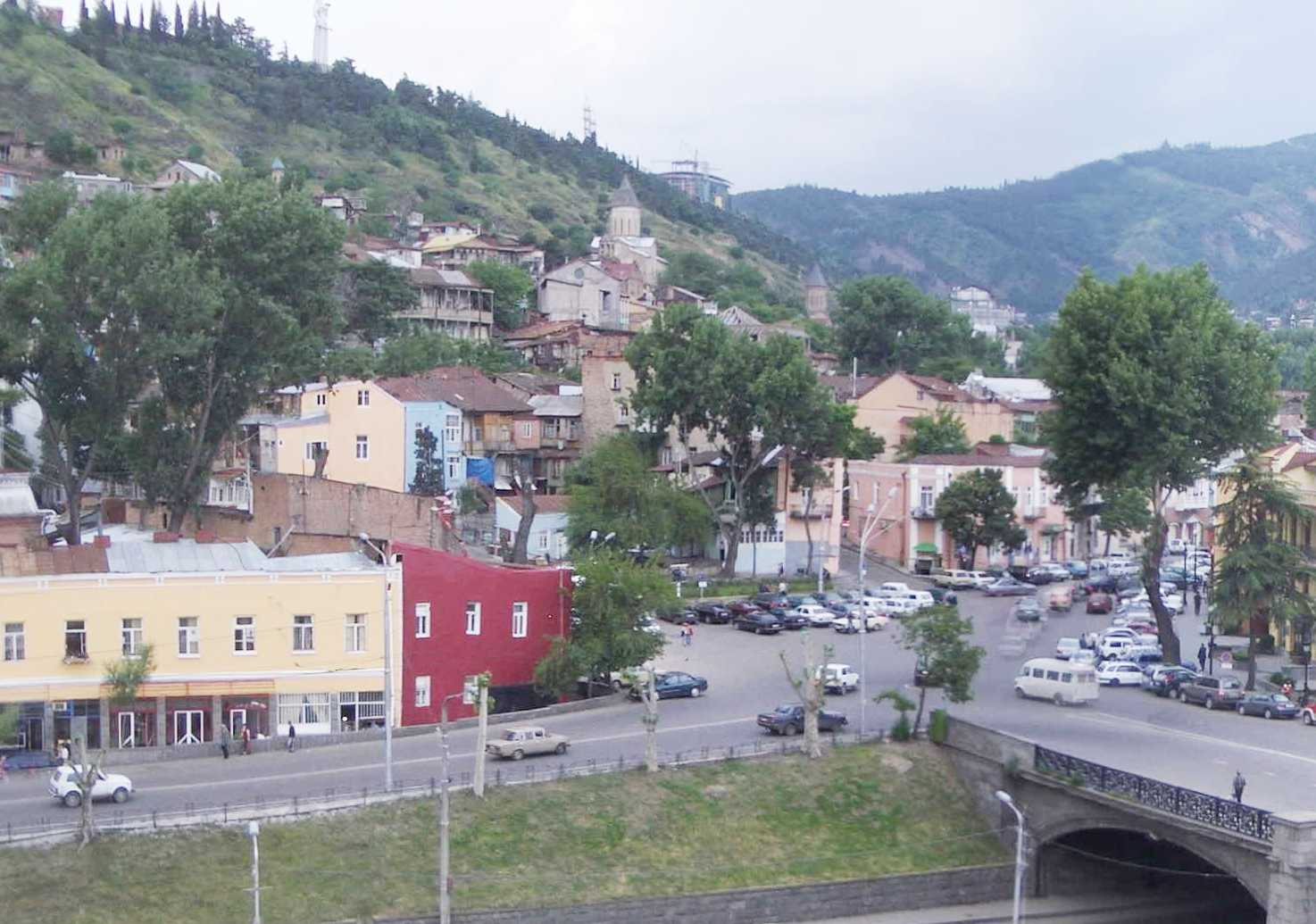
Otra vista del Barrio Armenio con la Iglesia de San Esteban (a la derecha)